# Frank Sedgman

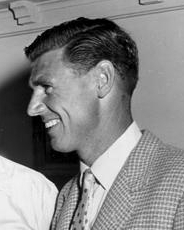
Frank Sedgman

Francis Allan "Frank" Sedgman, född 29 oktober 1927 i Mont Albert, en förort till Melbourne, Victoria, är en australisk tidigare tennisspelare och vinnare av en äkta tennisens Grand Slam i herrdubbel.
Sedgman upptogs 1979 i International Tennis Hall of Fame.

## Tenniskarriären
Frank Sedgman var under sin amatörtid 1949-52 en av världens tio bästa tennisspelare, 1951 och 1952 rankades han som etta. Som amatör vann han under fyra år sammanlagt 22 Grand Slam-titlar, varav fem i singel, nio i dubbel och åtta i mixed dubbel. 
Sedgman vann 1951 tillsammans med landsmannen Ken McGregor en äkta Tennisens Grand Slam i dubbel genom att vinna alla fyra GS-turneringar i dubbel under det året. Säsongen därpå vann han alla tre titlar i Wimbledonmästerskapen, en så kallad "triple crown". 
Som singelspelare vann Sedgman två gånger Australiska mästerskapen (1949-50) och Amerikanska mästerskapen (1951-52) och en gång Wimbledonmästerskapen. Den sistnämnda turneringen vann han 1952 genom finalseger över Jaroslav Drobny. Däremot lyckades Sedgman aldrig vinna singeltiteln i Franska mästerskapen.
Sedgman deltog med stor framgång i Australiens Davis Cup-lag 1950-52. Under ledning av den legendariske tränaren Harry Hopman återtog laget DC-trofén från USA för första gången sedan 1939.  Som ett kuriosum kan nämnas att i interzonfinalen 1950 som spelades mot Sverige på regnvåta banor i USA, mötte Sedgman Sveriges Lennart Bergelin och förlorade i en mycket spännande femsetsmatch. Det femte och avgörande setet spelade Bergelin barfota för att få fäste i det våta gräset.

### Proffstiden
Till stor besvikelse för den inhemska publiken blev Sedgman 1953 proffs i Jack Kramers tenniscirkus. Under sitt första år som proffsspelare mötte han Kramer i en USA-omfattande man mot man-turnering. Sedgman förlorade med 54-41 i matcher. Under hela sin proffskarriär stod han sedan i skuggan av sina spelarkolleger, bland andra Jack Kramer, Pancho Gonzales, Pancho Segura och Ken Rosewall och han lyckades aldrig bli någon riktig publikfavorit. Han vann dock de Professionella tennismästerskapen Wembley World Pro två gånger och French Pro en gång (i två av finalerna besegrade han därvid Pancho Gonzales).

## Spelaren och personen
Frank Sedgman var en extremt lättrörlig, snabb och vältränad spelare. Han hade en mycket bra forehand och en effektiv volley. Han tillhörde den typ av spelare som aldrig ändrar greppet om racketen mellan forehand och backhand, som han höll i ett vid tiden populärt Continental-grepp.
Trots att Sedgman är mer eller mindre bortglömd i dag, tillhörde han utan tvekan en av tennisvärldens giganter. Med sina 22 Grand Slam-titlar ligger han i statistiken för manliga spelare på tredje plats efter Roy Emerson och John Newcombe. 

## Grand Slam-titlar
- Australiska mästerskapen
  - Singel, 1949-50
  - Dubbel, 1951-52 
  - Mixed Dubbel, 1949-50
- Franska mästerskapen
  - Dubbel, 1951-52
  - Mixed Dubbel, 1951-52
- Wimbledonmästerskapen
  - Singel, 1952
  - Dubbel, 1948, 51-52
  - Mixed Dubbel, 1951-52
- Amerikanska mästerskapen
  - Singel, 1951-52
  - Dubbel, 1950-51
  - Mixed Dubbel, 1951-52

## Segrar iprofessionella tennismästerskap
- Wembley World Pro
  - 1953, 1958
- French Pro
  - 1953